# ایرتگ (ردیاب)
اِیرتَگ (به انگلیسی: AirTag) یک دستگاه ردیابی است که توسط شرکت اپل توسعه یافته‌است و به تاریخ ۲۰ آوریل ۲۰۲۱ در «رویداد بهاره» معرفی شد. ایرتگ طوری طراحی شده‌است که مانند کلیدیاب، در یافتن کلیدها و سایر چیزها با استفاده از فناوری باند فوق سریع (UWB) عمل می‌کند. با استفاده از تراشه داخلی U1 در آیفون ۱۱ یا بالاتر، کاربران می‌توانند چیزها را از راه UWB با استفاده از ویژگی «جستجوی دقیق» ردیابی کنند. ایرتگ در نسل اول و دوم آیفون اس‌ای، آیفون ۶اس یا بالاتر با آی‌اواس ۱۴٫۵ یا بالاتر، یا آی‌پد پرو، آی‌پد نسل پنجم، آی‌پد ایر ۲ یا آی‌پد مینی ۴ با آی‌پداواس ۱۴٫۵ یا بالاتر پشتیبانی می‌شود. ایرتگ در تاریخ ۲۳ آوریل ۲۰۲۱ به بازار عرضه شد.

## پیشینه

### نشت اخبار
نخستین بار گزارش شد که این محصول از آوریل ۲۰۱۹ در دست توسعه است. سپس گزارش شد که طبق گفته آساهی کاسی، ناظر صنعت ردموند پای، از فوریه ۲۰۲۰ آماده بود تا تحویل ده‌ها میلیون قطعه باند فوق سریع به اپل را در سه‌ماهه دوم و سوم سال ۲۰۲۰، را آغاز کند که بعداً به تأخیر افتاد.
برخی از دستگاه‌های آی‌اواس از باند فوق سریع پشتیبانی می‌کنند و گفته می‌شود که با ایرتگ سازگار هستند. در تاریخ ۲ آوریل سال ۲۰۲۰، اپلوسافی در یک ویدیو در سایت یوتیوب تأیید کرد که ایرتگ یک محصول شناخته شده اپل خواهد بود.  در نسخه ۱۴ آی‌اواس اپل، کدی کشف شد که باتری قابل استفاده دوباره و قابل جابجایی را که در ایرتگ استفاده خواهد شد، توصیف می‌کرد.
مک‌ورلد در مارس ۲۰۲۱ نوشت که نسخه بتای آی‌اواس ۱۴٫۵ در رابط کاربری فایند مای شامل ویژگی‌های «موارد» و «لوازم جانبی» است که به‌منظور به‌کارگیری ایرتگ در «کوله پشتی، چمدان، هدفون» و سایر چیزها کدنویسی شده بودند. همچنین، اپل اینسایدر اشاره کرد که بتا شامل هشدارهای ایمنی برای «ایرتگ‌های غیرمجاز» به‌طور مداوم در مجاورت کاربر است.

### اطلاع‌رسانی
در رویداد «جشنواره بهاره» اپل در ۲۰ آوریل ۲۰۲۱، این شرکت رسماً اعلام کرد یک ایرتگ به قیمت ۲۹ دلار آمریکا، یا بسته چهارتایی آن با قیمت ۹۹ دلار آمریکا به بازار عرضه می‌شود.

## ویژگی‌های فنی

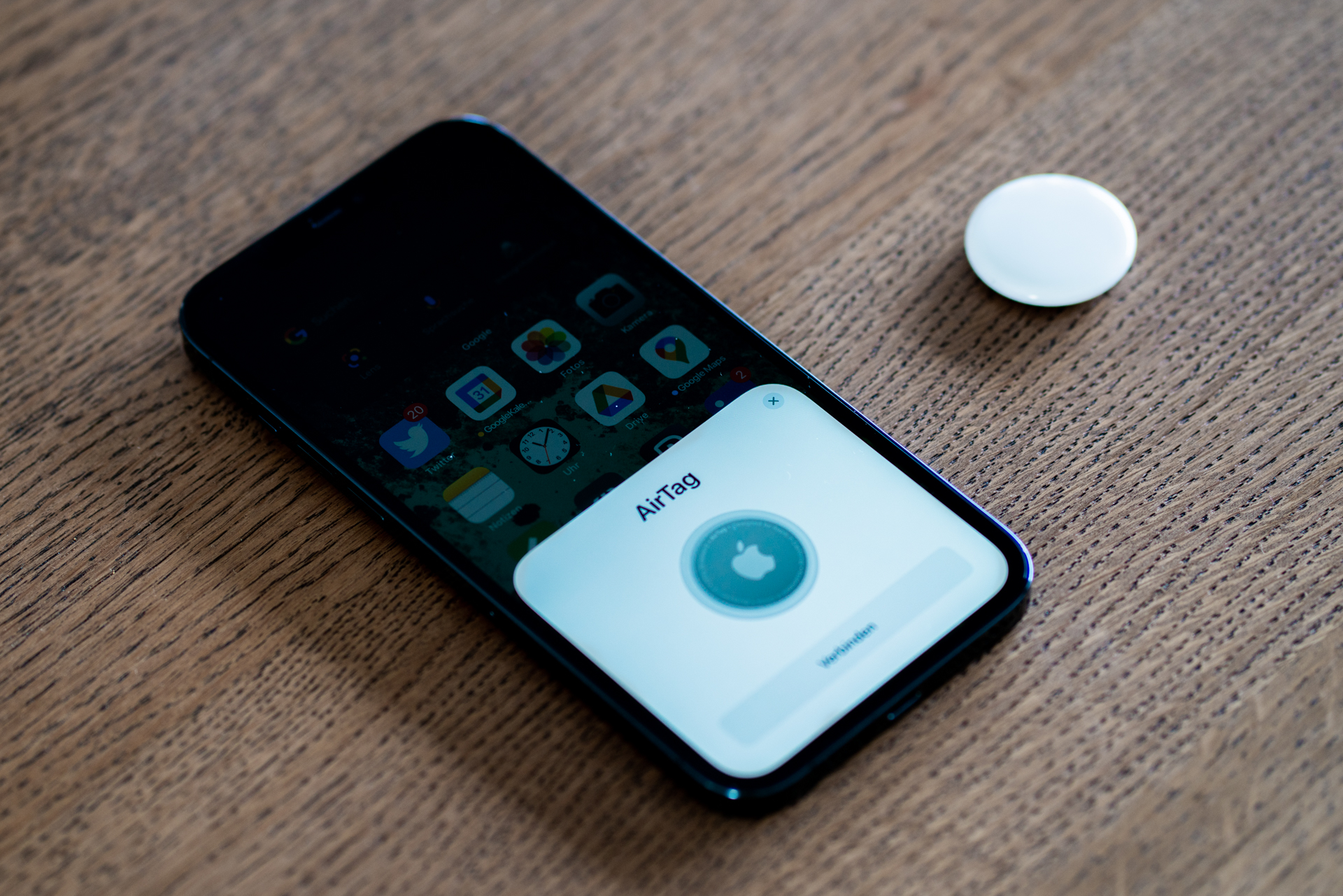
یک نمونه ایرتگ اپل در کنار آیفون x

این دستگاه توسط یک باتری یکبار مصرف CR2032 تغذیه می‌شود که انتظار می‌رود یک سال دوام داشته باشد. هر ایرتگ با یک شناسه اپل جفت می‌شود. یک شناسه اپل داده شده را می‌توان با حداکثر ۱۶ ایرتگ جفت کرد. ایرتگ‌های جدید دارای قابلیت‌هایی نظیر NFC، اسپیکرهای قوی و قابل لرزش و بلوتوث است. برنامه Find My عملکرد ردیابی ایرتگ را در گوشی‌های اپل بر عهده دارد. کاربر می‌تواند از طریق گوشی، اسپیکر ایرتگ را فعال نموده و ردیابی را تسریع نماید. آیفون‌هایی که مجهز به تراشه U1 هستند قابلیت تشخیص و جهت‌دهی دقیق دارند و می‌توانند فاصله دقیق تا ایرتگ را محاسبه نمایند. ایرتگ‌ها از طریق سیگنال‌های بلوتوث می‌تواند ایرتگ مورد نظر را از میان ایرتگ‌ها و گوشی‌های ناشناس تشخیص دهد.